# Petkovec Toplički
Petkovec Toplički is een plaats in de gemeente Varaždinske Toplice in de Kroatische provincie Varaždin. De plaats telt 275 inwoners (2001).